# Зъбен цимент
Зъбният цимент е специализирана костна субстанция, покриваща корена на зъба. Той е съставен приблизително от 45% неорганични вещества, 33% органични вещества (главно колаген) и 22% вода. Зъбният цимент е от циментобласти вътре в корена на зъба и е най-дебел при върха на корена. Оцветяването му е жълтеникаво и е по-мек и от дентина, и от емайла. Основната роля на зъбния цимент е да служи като среда, за която перидонталните връзки да се прикрепят за зъба, за стабилност. При съединяването на зъбния емайл със зъбния цимент, зъбният цимент е неклетъчен поради липсата на клетъчни съставки, и този неклетъчен тип покрива най-малко 2/3 от корена. По-проникаемият зъбен цимент, клетъчният, покрива около 1/3 от върха на корена.